# James Whitmore Jr.
James Allen Whitmore Jr. (Manhattan, Nova York, 24 d'octubre de 1948) és un actor, realitzador, i guionista estatunidenc. És el fill de l'actor James Whitmore.

## Biografia
Ha treballat essencialment per a la televisió.

## Filmografia
Filmografia:

### Actor

#### Cinema
- 1978: Els nois de la companyia C (The Boys in Company C): Tinent Archer
- 1978: The Gypsy Warriors: Capità Sheldon Alhern
- 1979: A Force of One: Moskowitz
- 1980: Long Riders: Mr. Rixley
- 1982: Don't Cry, It's Only Thunder de Peter Werner: Major Flaherty
- 1992: Stringer de Michael DeLuise: Un home armat

##### Telefilms
- 1976: Law and Order de Marvin J. Chomsky: Pete Caputo
- 1978: The Bastard: Esau Sholto
- 1978: The Critical List: Dr. Jack Hermanson
- 1978: Human Feelings: inspector
- 1979: The Chinese Typewriter: Jim Kilbride
- 1980: Police Story: Confessions of a Lady Cop: Jeff Allen
- 1981: The Killing of Randy Webster: Oficiar Vane
- 1981: The Five of Me: Harry
- 1984: Flight 90: Disaster on the Potomac: Capità Larry Wheaton
- 1985: Dark Horse: Carl Beattie
- 1986: Firefighter: Capità Bukowski

##### Sèries de televisió
- 1976: McMillan & Wife: Goon
- 1976 - 1977: Baa Baa Black Sheep: Capità James Gutterman
- 1977 i 1979: The Rockford Files: Fred Beamer / Freddie Beamer
- 1977 i 1980: Lou Grant: Oficial Trask / Nick Boyer
- 1978: Policia Story: Oficiar Tim Burke
- 1978: Galactica: Robber
- 1978: Dallas: B.J. Connors
- 1979: David Cassidy - Man Undercover: Spanner
- 1980: The Yeagers: Will Yeager
- 1980: Tenspeed and Brown Shoe: Sergent Bogart
- 1981: Walking Tall: Tom Coleman
- 1981 - 1982: Magnum, P.I.: Billy Joe Bob Little / Sebastian Nuzo
- 1981 - 1983: The Greatest American Hero: Gordon McCready / Byron Bigsby / Norman Fackler
- 1981 - 1983 i 1986: Simon i Simon: Paul Scully / Bill Freeman / Manager Al Goddard
- 1982: Bret Maverick: Justícia Smith
- 1983: K2000: Rick Calley
- 1984: Hooker: Frank Bryce
- 1984: Scarecrow and Mrs. King: Coronel Sykes
- 1984: Jessie: Will Baxter
- 1984: Highway to Heaven: Richard Gaines
- 1984: Supercopter: Maj. Sam Roper / Sam Houston
- 1984 - 1985: Hardcastle and McCormick: Kenneth Boyer / Travis Baker
- 1984 - 1986: Rick Hunter: Sergent Bernie Terwilliger
- 1985: Hill Street Blues: Tony Catina
- 1985: Street Hawk: Neil Jacobs
- 1985 i 1987: The Twilight Zone: xèrif Dennis Wells / Ira Richman
- 1991 - 1993: Code Quantum: Bob Crockett / Clayton Fuller / El capità de la policia
- 1992: Tequila i Bonetti: Shadow
- 1995: Beverly Hills: Un passatger
- 1999: The Pretender: Capità Russ Osborne

### Director

#### Telefilms
- 1994: The Rockford Files: I Still Love L.A.
- 1995: Crowfoot
- 1996: Wiseguy

#### Sèries de televisió
- 1985: Riptide
- 1984 - 1990: Hunter
- 1987 i 1990: 21 Jump Street
- 1989 - 1993:  Quantum Leap
- 1989: Wiseguy
- 1989: Booker
- 1990: Ferris Bueller
- 1990: Broken Badges
- 1992: Tequila and Bonetti
- 1993: Melrose Place
- 1993 - 1995: The Commish
- 1993 - 1996: Beverly Hills, 90210
- 1994: Renegade
- 1994: Models Inc.
- 1995: The X-Files
- 1995: Strange Luck
- 1995 - 1996: Nowhere Man
- 1996: Hercules
- 1996: Mr. i Mrs. Smith
- 1996 - 1999: The Pretender
- 1997: Pensacola
- 1997: Brentwood
- 1997 i 1998: Perfilar
- 1998: Brooklyn South
- 1998: Sleepwalkers
- 1998: Love Therapy
- 1998 i 1999: Buffy the Vampire Slayer, episodis
- 1999: Charmed
- 1999: Strange World
- 1999, 2000 i 2003: Dawson
- 2000: Get Real
- 2000: Young Americans
- 2000 - 2001: Roswell
- 2001: Angel
- 2001: JAG
- 2001: The Fugitive
- 2001 - 2002: Providence
- 2001 - 2002: Witchblade
- 2001 - 2002: Dark Angel
- 2002 - 2003: 24 hores chrono
- 2002: First Monday
- 2002 - 2003: Star Trek: Enterprise
- 2003: 10-8: Officers on Duty
- 2003: Mister Sterling
- 2003 - 2004: Dead Like Me
- 2003 - 2005: Cold Case
- 2003 - 2005: American Dreams
- 2004 - 2014: NCIS: Naval Criminal Investigance Service
- 2005: CSI: Manhattan
- 2005: Wanted
- 2006: Bones
- 2006 - 2007: Jericho
- 2006 - 2009: The Unit
- 2007: Cane
- 2007: Las Vegas
- 2007: Moonlight
- 2008 - 2009: The Cleaner
- 2009: Harper's Island
- 2009 - 2013: NCIS: Los Angeles
- 2009 - 2014: The Good Wife
- 2010: Lie to Me
- 2010: Hawaii 5-0
- 2012: Person of Interest
- 2012 - 2013: Blue Bloods
- 2013: Vegas
- 2013: King & Maxwell
- 2014: NCIS: Nova Orleans
- 2014: Suits

### Guionista
- Cold Case